# Taraxacum proximum
Taraxacum proximum, syn. Taraxacum pineticola — вид рослин з родини айстрових (Asteraceae), поширений у Європі крім півдня.

## Поширення
Поширений у Європі крім півдня.
В Україні вид росте на борових пісках — у Лівобережному Лісостепу (Харківська обл., Харківський р-н, ок. м. Мерефи; ок. м. Готвальда).